# Marjata (Schiff, 2016)
Die Marjata ist ein Aufklärungsschiff des norwegischen Nachrichtendienstes. Sie ist das vierte Aufklärungsschiff mit dem Namen Marjata und seit 2016 in Dienst. Heimathafen des Schiffes ist Kirkenes an der Ostküste der Finnmark. Das Projekt des neuen Aufklärungsschiffes kostete 1,5 Milliarden NOK (160 Millionen Euro) und war damit eine der teuersten militärischen Entwicklungen Norwegens nach der Jahrtausendwende.

## Schiff
Das Schiff ist das vierte Aufklärungsschiff Norwegens. Alle Schiffe tragen bzw. trugen den Namen Marjata.
Die Marjata IV sollte die zu diesem Zeitpunkt über 25 Jahre alte Marjata III ablösen. Nach einer Planungsphase wurde 2013 mit der Umsetzung begonnen. Das Projekt wurde kontinuierlich teurer und kostete schließlich 1,5 Milliarden NOK (160 Millionen Euro) und war damit eine der teuersten militärischen Entwicklungen Norwegens nach der Jahrtausendwende.
Die Marjata wurde im Dezember 2014 von der norwegischen Premierministerin Erna Solberg in ihrer Bauwerft Vard Langsten in Tomrefjord getauft. Der Rumpf des Schiffes wurde in der zur Vard-Gruppe gehörenden Werft im rumänischen Tulcea gebaut.
Das Schiff gehört dem Forschungsinstitut der Verteidigung (Forsvarets forskningsinstitutt), das dem norwegischen Nachrichtendienst unterstellt ist. Offizieller Status ist der eines Forschungsschiffes.
Wie bei ihren Vorgängerinnen befindet sich der Maschinenraum der Marjata im vorderen Bereich des Schiffes. Damit sollen möglichst wenig Lärm und Erschütterungen in den weiter achtern liegenden Bereich der Sensortechnik gelangen.

## Ausrüstung
Über die an Bord befindlichen Systeme ist nichts bekannt. Sichtbar sind vier größere Radome. Unter ihnen befindet sich Antennen und Sensortechnik für HF- und Satellitenkommunikation und -überwachung.
Technisch ausgerüstet wurde die Marjata im April 2016 mit SIGINT-Systemen in der U.S. Naval Weapons Station Yorktown in Hampton Roads Area, Virginia. Unterstützt wurde die Ausrüstung von der CIA-Station im Camp Peary.

## Auftrag
Eine der Hauptaufgaben ist die Überwachung der Schiffe der russischen Nordflotte in der Barentssee und dem atlantischen Teil der Arktis. Dabei werden auch die auf den mobilen Plattformen installierten russischen Interkontinentalraketen überwacht. Es ist Teil der NATO-Überwachungskapazitäten an der Ostgrenze des Bündnisses. Das russische Centre for Analysis of World Arms Trade (CAWAT) schreibt, einige Beobachter gingen davon aus, die Marjata sei Teil des amerikanischen Frühwarnsystems für Interkontinentalraketen.
Das Schiff kann weltweit eingesetzt werden. Bei seinen Missionen operiert das Schiff meist in internationalen Gewässern.